# Nentwigia diffusa
Nentwigia diffusa là một loài nhện trong họ Linyphiidae.
Loài này thuộc chi Nentwigia. Nentwigia diffusa được Alfred Frank Millidge miêu tả năm 1995.